# Les Petits Champions 3
Série Les Petits Champions
Les Petits Champions 2
(1994) Les Petits Champions : Game Changers
(2021)
Pour plus de détails, voir Fiche technique et Distribution.
Les Petits Champions 3 (D3: The Mighty Ducks) est un film américain réalisé par Robert Lieberman, sorti en 1996.
Il s'agit de la suite de Les Petits Champions et Les Petits Champions 2.

## Synopsis
Après leur victoire aux Goodwill Games, les Ducks obtiennent une bourse d'études à l'académie Eden Hall. Mais les joueurs de l'équipe universitaire (qui est en tête du championnat) ne voient pas d'un très bon œil leur arrivée. En plus de cela, les Ducks doivent accepter un nouvel entraîneur, car Gordon Bombay est parti s'occuper de la ligue nationale junior. Leur nouvel entraîneur est Ted Orion, ancien joueur des North Stars du Minnesota (avant le départ de la franchise pour Dallas). Ted Orion est assez dur et il modifie tout : leurs postes et leurs rôles sur le terrain. Charlie Conway n'est plus capitaine et Goldberg n'est plus le gardien titulaire. Les Ducks n'existent désormais plus et portent désormais la tunique des Warriors. De plus, leur copain Adam Banks joue avec l'équipe universitaire. Tous ces grands changements affectent beaucoup l'équipe, surtout Charlie. Il trouve malgré tout refuge auprès du vieux Hans. La rivalité grandissante entre les juniors et l'équipe universitaire va atteindre son paroxysme lors d'un match amical, mais avec tant d'enjeux.

## Fiche technique
Sauf indication contraire, les informations mentionnées dans cette section peuvent être confirmées par les bases de données cinématographiques IMDb et Allociné,  présentes dans la section « Liens externes ».
- Titre original : D3: The Mighty Ducks
- Titre français : Les Petits Champions 3
- Titre québécois : D3: Les Mighty Ducks
- Réalisation : Robert Lieberman
- Scénario : Steven Brill et Jim Burnstein, d'après les personnages créés par Steven Brill, d'après une histoire imaginée par Kenneth Johnson et Jim Burnstein
- Musique : J. A. C. Redford (Jonathan Alfred Clawson Redford)
- Direction artistique : Harry Darrow
- Décors : Stephen Storer
- Costumes : Kimberly A. Tillman
- Photographie : David Hennings
- Son : Todd Toon
- Montage : Colleen Halsey et Patrick Lussier
- Production : Jon Avnet et Jordan Kerner
  - Production déléguée : Steven Brill et C. Tad Devlin
  - Production associée : Kathy L. Menzies
  - Coproduction : Elizabeth Guber Stephen
- Sociétés de production : Avnet/Kerner Productions, présenté par Walt Disney Pictures
- Société de distribution : Buena Vista Pictures (États-Unis)
- Budget : n/a
- Pays de production :  États-Unis
- Langue originale : anglais
- Format : couleur (Technicolor) — 35 mm — 1,85:1 (Panavision) — son Dolby Digital
- Genre : comédie, action, drame, sport (Hockey sur glace)
- Durée : 104 minutes
- Dates de sortie[1] :
  - États-Unis : 4 octobre 1996
  - France : 1997 (directement en VHS)[2]
- Classification :
  - États-Unis : des scènes peuvent heurter les enfants - accord parental souhaitable (PG - Parental Guidance Suggested)[N 1]
  - France : tous publics

## Distribution
- Emilio Estevez (VF : Serge Faliu ; VQ : Sébastien Dhavernas) : Gordon Bombay
- Jeffrey Nordling (VQ : Pierre Chagnon) : Ted Orion
- David Selby : Dean Buckley
- Heidi Kling (VF : Micky Sébastian ; VQ : Lisette Dufour) : Casey Conway
- Joshua Jackson (VQ : Inti Chauveau) : Charlie Conway
- Joss Ackland (VQ : Yves Massicotte) : Hans
- Elden Henson (VQ : Olivier Visentin) : Fulton Reed
- Shaun Weiss : Greg « Goldie » Goldberg
- Matt Doherty : Lester Averman
- Garette Ratliff Henson (VQ : Antoine Durand) : Guy Germaine
- Marguerite Moreau : Connie Moreau
- Michael Cudlitz : Cole
- Christopher Orr : Rick
- Scott Whyte (en) : Scott « Scooter » Holland
- Aaron Lohr : Dean Portman
- Kenan Thompson : Russ Tyler
- Colombe Jacobsen-Derstine : Julie « The Cat » Gaffney
- Justin Wong : Ken Wu
- Benjamin Salisbury : Josh
- Steven Brill : un homme au Mall of America
- Paul Kariya : lui-même (caméo)

Sources et légende: version française (VF) sur RS Doublage version québécoise (VQ) sur Doublage Québec

## Sorties cinéma
Sauf mention contraire, les informations suivantes sont issues de l'IMDb
- États-Unis : 4 octobre 1996
- Afrique du Sud : 27 décembre 1996
- Brésil : 28 décembre 1996
- Nouvelle-Zélande : 27 mars 1997
- Australie : 3 avril 1997
- Royaume-Uni : 27 juin 1997
- Japon : 7 février 1998
- Canada : 19 juin 1998
- Russie : 14 juillet 1998

## Sorties vidéos
Sauf mention contraire, les informations suivantes sont issues de l'IMDb
- Hongrie : 29 mai 1997
- Royaume-Uni : 30 juin 1997
- Argentine : 1er juillet 1997
- Portugal : 15 juillet 1997
- Suède : octobre 1997
- Espagne : 13 octobre 1997
- Grèce : 23 décembre 1997
- Suède : 23 octobre 2002 (DVD)
- Allemagne : 24 mars 2020 (internet)
- France : 1997 (directement en VHS)
- France : 24 mars 2020 (VOD sur Disney+)[5]
- Suède : 13 septembre 2020 (internet)

## Production
Scott Whyte (en), qui incarnait le joueur islandais Gunnar Stahl, tient ici un tout autre rôle : Scott « Scooter » Holland
Le tournage a lieu de juin à août 1995. Il se déroule dans le Minnesota : les « villes jumelles » Minneapolis et Saint Paul, Northfield, Faribault, Bloomington (Camp Snoopy du Mall of America), Fridley, Rochester.

## Accueil
Comme les deux précédents films, Les Petits Champions 3 reçoit des critiques globalement négatives. Sur l'agrégateur américain Rotten Tomatoes, il récolte 20% d'opinions favorables pour 15 critiques et une note moyenne de 3,82⁄10.
Pour son premier week-end d'exploitation aux États-Unis, il est no 4 au box-office. Il n'enregistre que 22 955 097 $ de recettes aux États-Unis. C'est le film le moins lucratif de la trilogie.

## Distinctions
Le film est « nommé » à la cérémonie humoristique The Stinkers Bad Movie Awards dans les catégories « pire suite » et « suite que personne ne réclamait ».

## Série de films et séries télévisées
- Les Petits Champions (The Mighty Ducks, 1992)
- Les Petits Champions 2 (D2: The Mighty Ducks, 1994)
- Les Petits Champions 3 (D3: The Mighty Ducks, 1996)
- Mighty Ducks (1996-1997, animation)
- Les Petits Champions : Game Changers (2021, prises de vues réelles)